# San Pedro Comitancillo
San Pedro Comitancillo es una población del estado mexicano de Oaxaca, localizada al sureste de la entidad, en el istmo de Tehuantepec. Es cabecera del municipio de San Pedro Comitancillo.

## Historia
El origen de San Pedro Comitancillo se dio en el año de 1774 cuando la población vecina de Asunción Ixtaltepec sufrió una inundación que obligó al desplazamiento de parte de su población. Estos habitante se establecieron en un terreno denominado Huamuchal y que hoy forma parte de la Base Aérea Militar n.º 2 Ixtepec, sin embargo pronto se desplazaron más hacia el oeste, asentándose finalmente en el lugar hoy ocupado por la población. 
Inicialmente se le dio el nombre de Zapotlán o Zapotitlán, debido a la abundancia de chicozapote en el terreno, luego pasó a ser conocido como Conatlán y finalmente en abril de 1777 quedó fijado en Comitán, debido a que los frailes que llegaron a atenderlos procedían de la ciudad del mismo nombre en el hoy estado de Chiapas. Dichos frailes obsequiaron a la población una imagen de San Pedro Mártir, que fue considerado patrono de la población y en honor a quien el 3 de abril de 1843 se le dio finalmente el nombre oficial de San Pedro Comitancillo.

## Localización y demografía
San Pedro Comitancillo se encuentra localizado al sureste del territorio oaxaqueño, en la región del istmo de Tehuantepec, tiene las coordenadas geográficas de 16°29′25″N 95°09′25″O / 16.49028, -95.15694 y se ubica a una altitud de 67 metros sobre el nivel del mar. Su principal vía de comunicación es una carretera que la comunica hacia el este de Asunción Ixtaltepec y de ahí se enlaza con la Carretera Federal 185 o Transístmica y la Carretera Federal 200.
De acuerdo a los resultados del Censo de Población y Vivienda realizado en 2010 por el Instituto Nacional de Estadística y Geografía, San Pedro Comitancillo tiene un total de 3 941 habitantes, de los que 2 077 son mujeres y 1 864 son hombres.

## Aspectos
- Social

La celebración que se le hace al Santo Patrono es una celebración en grande, la cual inicia desde el 14 de abril con la salida de los MBIOXOS un grupo de enmascarados que danzan por las calles de la población, pero antes tienen que pedir permiso a la autoridad municipal para que este grupo salga a danzar en todas las casas del pueblo, previa retribución económica. En la pista correspondiente de la vela, se adorna como salón de bailes, llegada la tarde del 29 de abril, el capitán y la capitana se reúnen con su comitiva para el inicio del recorrido del paseo y al final la regada de frutas.
En la noche se da inicio con el gran baile de gala, la coronación de la Reina y de los capitanes; el baile culmina al amanecer, el 30 de abril se repite el baile, son dos grandes bailes, culminando con la lavada de olla el día 1° de mayo, en donde amenizan dos grupos pequeños a la gente que asiste para seguir conviviendo, en estas fiestas se prepara y reparten los platillos típicos del pueblo.
- Económico

La gran mayoría son Docentes e Ingenieros, estas son las dos profesiones más comunes en la población, una pequeña parte de la población se dedica al campo de tiempo completo, teniendo en cuenta que muchos profesionistas también le dedican parte de su tiempo al campo, pero hablando de tener al campo como un trabajo de tiempo completo, son pocas las personas que se dedican a eso, usualmente las personas que se dedican al campo son personas grandes, claro está, hay muchas otras profesiones, hay doctores, licenciados, arquitectos; como los habitantes del pueblo son gente preparada ha ayudado mucho a que sean personas preparadas con buenos ideales.